# Joe Haldeman
Joe William Haldeman, ameriški pisec znanstvene fantastike, * 9. junij 1943, Oklahoma City, Oklahoma, ZDA.
Joejeva družina je veliko potovala ko je bil še otrok in odraščal je v Portoriku, New Orleansu, Washingtonu, Bethesdi ter Anchorageu na Aljaski. Od leta 1965 je poročen z Mary Gay Haldeman. Leta 1967 je diplomiral iz astronomije na Univerzi Marylanda in bil še istega leta vpoklican v ameriško vojsko kot inženir ter služil v Vietnamu med vietnamsko vojno, ki ga je zaznamovala za vse življenje. Za svoje služenje, med katerim je bil huje ranjen, je prejel škrlatno srce. Vtisi iz vojne so služili kot navdih za njegov prvi kratki roman War Year, zaznamovali pa so tudi ves preostanek opusa. Leta 1975 je magistriral iz kreativnega pisanja na Univerzi Iowe.
Opravljal je več različnih poklicev, od tega je največ poučeval. Od leta 1970 dalje se preživlja v glavnem s pisanjem, trenutno pa predava tudi pisanje na MIT. Njegovo najbolj znano delo je znanstvenofantastični roman The Forever War, za katerega je prejel nagradi hugo in nebula. Napisal je tudi dva izmed najzgodnejših romanov, katerih zgodba se dogaja v izmišljenem vesolju televizijske nanizanke Zvezdne steze. V svojih delih sicer uporablja širok nabor znanstvenofantastičnih motivov, kot so potovanje v času, kibernetika, nanotehnologija, stik z nezemljani v različnih variacijah idr.
Tudi njegov brat, Jack C. Haldeman II (1941–2002), je pisal znanstvenofantastična dela.

## Priznanja

### Nagrade
Joe Haldeman je znan kot avtor, ki je bil največkrat nagrajen z nagrado hugo (petkrat) za svoje romane in kratke zgodbe. Je tudi petkratni dobitnik nagrade nebula in dobitnik nagrade John W. Campbell Memorial Award za najboljši znanstvenofantastični roman.
Poleg njih je prejel tudi več manjših, npr. nagrado ditmar za roman The Forever War, nagrado rhysling za pesem »Saul's Death« in druge.

## Izbrana dela
- War Year (1972)
- Attar's Revenge (1975) – pod psevdonimom Robert Graham
- War of Nerves (1975) – pod psevdonimom Robert Graham
- The Forever War (1975); nagrajen z nagradama hugo in nebula
- Mindbridge (1976)
- Study War No More (1977) – zbirka kratkih zgodb različnih avtorjev, Haldeman je bil urednik, prispeval pa je tudi dve lastni
- Planet of Judgement (1977) – roman v vesolju Zvezdnih stez
- All My Sins Remembered (1977)
- Infinite Dreams (1978) – zbirka kratkih zgodb
- World Without End (1979) – roman v vesolju Zvezdnih stez
- Worlds (1981) – prvi del trilogije »Worlds«
- There is No Darkness (1983) – v sodelovanju z bratom
- Worlds Apart (1983) – drugi del trilogije »Worlds«
- Dealing in Futures (1985) – zbirka kratkih zgodb
- Seasons (novela, 1985) – v zbirki Alien Stars, ur. Elizabeth Mitchell
- Tool of the Trade (1987)
- Buying Time (1989) – v Veliki Britaniji pod naslovom The Long Habit of Living
- The Hemingway Hoax (1990); nagrajen z nagradama hugo in nebula
- Worlds Enough and Time (1992) – tretji del trilogije »Worlds«
- Vietnam and Other Alien Worlds (1993) – zbirka kratkih zgodb, esejev in poezije
- 1968 (1995)
- None So Blind (1996) – zbirka kratkih zgodb
- Forever Peace (1997); nagrajen z nagradami hugo, nebula in John W. Campbell Memorial Award
- Saul's Death and Other Poems (1997) – poezija
- Forever Free (1999)
- The Coming (2000)
- Best Military Science Fiction of the 20th Century (2001) – urednik
- Guardian (2002)
- Camouflage (2004); nagrajen z nagrado nebula
- Old Twentieth (2005)
- War Stories (2006) – zbirka kratkih zgodb
- A Separate War (2006) – zbirka kratkih zgodb
- The Accidental Time Machine (2007)
- Marsbound (2008) objavljeno po delih v reviji Analog